# Levitation (surveillance électronique)
Pour les articles homonymes, voir Levitation.
Levitation est un projet de surveillance de masse par lequel le gouvernement canadien collecte des données de communication dans divers pays à travers  l'Europe, l'Amérique du Nord et l'Afrique du Nord.
Levitation est le nom de code du projet entamé depuis la mi-2012 par le Centre de la sécurité des télécommunications Canada (CSTC), l'équivalent canadien du National Security Agency (NSA) américain. 
Les analystes du CSTC utilisent un programme informatique appelé  Atomic Banjo

pour recueillir entre 10 et 15 millions de téléchargements (downloads) et téléversements (uploads) par jour sur les sites de téléchargement gratuit.
Un document confidentiel a été révélé au public concernant le projet Levitation le 26 janvier 2015 par Edward Snowden.

## Le projet

### Description
Le projet Levitation a été enclenché à la mi-2012 par le gouvernement canadien et permet de surveiller et de collecter des vidéos, des documents et de la musique en infiltrant les fournisseurs d'accès à Internet (FAI)
.
Le CSTS est ainsi capable d'intercepter tous les téléchargements et les téléversements des utilisateurs Internet surveillés. De plus, comme le révèle le document confidentiel, le projet Levitation assure la surveillance de plus de 102 sites de téléchargement gratuit (en anglais, free file upload ou FFU), notamment le défunt site Megaupload. Parmi les 102 sites surveillés, seulement deux autres ont été révélés : RapidShare et SendSpace. Les sites de téléchargement gratuit sont couramment utilisés par le public pour partager et télécharger des vidéos, des photos et d'autres documents. 
L'objectif du CSTC est de traquer et de surveiller des individus ayant des comportements suspects ou reliés à des activités terroristes dans le but de prévenir des attaques terroristes. Comme exemple, selon le document révélé par Snowden, un des sites surveillés est The Explosives Course
, 
un manuel rédigé en anglais par Al-Qaïda sur la fabrication de bombes et d'engins explosifs. Cependant, dans son processus, le CSTC examine un grand nombre de données personnelles et privées d'internautes qui n'ont aucune connexion à des réseaux terroristes et qui n'ont rien commis d'illégal. Bien que le projet Levitation soit une initiative du gouvernement canadien, il recueille des informations sur des citoyens d'autres pays que le Canada
.

### Révélation par Edward Snowden
Le 27 janvier 2015, Edward Snowden, un ex-consultant de la NSA, a révélé des informations sur le projet Levitation en collaboration avec le réseau de nouvelles canadien CBC et le site Internet The Intercept
. Cette révélation est une parmi des dizaines d'autres faites par Snowden.

### Diapositives
Voici quelques diapositives de la présentation du projet Levitation :

## Réactions politiques

### Parti libéral du Canada
Lors d'une conférence de presse le 28 janvier 2015, le député, maintenant premier ministre du Canada, Justin Trudeau, a commenté les révélations du projet Levitation en demandant une surveillance accrue des responsables du projet : « Cette information, comme vous le savez, vient tout juste d'être dévoilée, Trudeau commente. Nous avons de sérieuses préoccupations sur la façon dont le gouvernement protège les citoyens canadiens. Et je pense qu'il est temps de parler de réglementation pour s'assurer que le gouvernement agisse de façon responsable . »
.
Madame Joyce Murray, critique de la défense libérale, a déclaré que les lois canadiennes sur la collecte des données digitales n'étaient pas adéquates, ce qui permet au gouvernement d'utiliser les données recueillies comme bon lui semble, sans risque de sanction. Elle ajoute que le gouvernement doit mieux protéger la vie et les informations privées des citoyens canadiens.

### Politique internationale
À la suite des révélations sur le projet Levitation par Snowden, l'Assemblée parlementaire du Conseil de l'Europe a commenté les effets négatifs qu'ont les projets de surveillance électronique sur les droits de la personne. L'Assemblée était de plus très concernée sur les pratiques des projets de surveillance de masse et leur manque de régulation et de protection technique
.

## Méthode de recherche
Tamir Israël, avocat sur la politique Internet à l'Université d'Ottawa, explique que le projet Levitation utilise un algorithme pour suivre et identifier un individu qui a téléchargé ou consulté des documents suspects ou reliés à des activités à allure terroriste. Le programme surveille d'abord un fichier ou document à allure suspecte et lorsqu'un ordinateur accède à ce fichier le programme note l'adresse IP de l'appareil et entame une recherche plus avancée. L'adresse IP de l'appareil donne l'identité du fournisseur d'accès à Internet qui alimente cette adresse. Le CSTC contacte ce fournisseur pour connaître l'identité de la personne  qui utilise l'adresse IP. Par la suite, le CSTC amasse des informations sur cette personne. Le gouvernement utilise aussi le programme Mutant Broth, une banque de données administrée par les espions électroniques britanniques du Government Communications Headquarters (GCHQ). En entrant l'adresse IP dans la banque de données, il est possible de voir les activités en ligne de l'appareil 5 heures avant l'accès au fichier et 5 heures après
.
Les données privées, ainsi que toutes les activités en ligne de l'individu sont alors emmagasinées dans une banque de données pour des analyses plus poussées. Ces informations peuvent être échangées avec d'autres agences de surveillance gouvernementales ou privées.

### Citation originale
1. ↑  (en) « This story, as you know, is just coming to light, Trudeau said. We have very serious concerns about how this government is going about keeping Canadians safe. And I do think that it is the time to talk about proper oversight to make sure that government is behaving responsibly. »